# Cerkev sv. Tomaža, Strasbourg
Cerkev svetega Tomaža (francosko Église Saint-Thomas, nemško Thomaskirche) je zgodovinska stavba v Strasbourgu v vzhodni Franciji. Je glavna luteranska cerkev v mestu, saj je stolnica po priključitvi mesta Franciji leta 1681 spet postala katoliška. Ima vzdevek "protestantska stolnica" ( la cathédrale du Protestantisme alsacien, Kathedrale der Protestanten) ali "stara dama" (Die Alte Dame)  in je edina dvoranska cerkev v Alzaciji. Cerkev stoji ob cesti Romanski alzaški cesti (Romane d'Alsace). Od leta 1862 je uvrščena med zgodovinske spomenike francoskega ministrstva za kulturo . Kongregacija je del protestantske cerkve augsburške veroizpovedi Augsburga, Alzacije in Lorene (francosko Église protestante de la Confession d’Augsbourg d’Alsace et de Lorraine, nemško Protestantische Kirche Augsburgischen Bekenntnisses von Elsass und Lothringen).

## Zgodovina
Kraj današnje cerkve so že v 6. stoletju uporabljali kot kraj čaščenja pod zaščito apostola Tomaža. V 9. stoletju je škof Adeloch zgradil veličastno cerkev in šolo, a sta leta 1007 pogoreli, ponovno leta 1144. Leta 1196 se je začela gradnja fasade nove zgradbe, ki je spominjala na trdnjavo z mogočnim zvonikom v romanskem slogu. Prekinjena je bila večkrat, gradbena dela so bila končana leta 1521 v slogu pozne gotike.
Leta 1524 je cerkev postala protestantska. Pastor je bil Martin Bucer. Protestantska je ostala tudi pri priključitvi Alzacije katoliški Franciji. Še vedno ima osnovno in srednjo šolo, šolo svetega Tomaža (École Saint-Thomas) in študentski dom Jeana Sturma (Foyer Jean Sturm),  protestantsko semenišče (Séminaire Protestant), ki je v sosednji baročni stavbi. 
Cerkev je imela ključno vlogo pri liturgičnem oživljanju. Od leta 1888 je Friedrich Spitta v njej preizkušal nove oblike cerkvene službe. Imeli so tudi akademski cerkveni zbor (Akademische Kirchenchor). Julius Smend je leta 1893 redno pridigal. Med letoma 1894 in 1899 je tukaj nastala pesmarica za Alzacijo in Loreno (Gesangbuch für Elsass-Lothringen).
7. maja 2006 so v cerkvi uradno praznovali ustanovitev Zveze protestantskih cerkva Alzacije in Lorene ( Union des églises protestantes d'Alsace et de Lorraine ali UEPAL). 

## Arhitektura
Cerkev je petladijska dvoranska cerkev, najstarejša na območju nekdanje jugozahodne Nemčije. V notranjosti je dolga približno 65 metrov, široka 30 metrov, visoka 22 m (30 m pod poznogotsko kupolo). Na levem zunanjem hodniku ima tudi galerijo in kapele na levi in desni strani apside.

## Oprema

### Orgle
Cerkev je mednarodno znana po svojih zgodovinsko in glasbeno pomembnih orglah. Silbermannove orgle so iz leta 1741, nanje je leta 1778 igral tudi Wolfgang Amadeus Mozart. Leta 1979 jih je obnovil Alfred Kern. Francoski organist Louis Thiry je na teh orglah igral  Umetnost fuge (Die Kunst der Fuge) Johanna Sebastiana Bacha. Leta 1906 je po načrtih Alberta Schweitzerja še ene orgle
naredil Fritz Haerpfer .

### Grobnice
Spomeniki v cerkvi so iz let 1130 in 1850. Najbolj znana sta bogato okrašen sarkofag škofa Adelocha (1130) [5] in velik, poznobaročni mavzolej maršala Mauricea Saksonskega (1777), ki ga je izdelal Jean-Baptiste Pigalle. Med številnimi drugimi izjemnimi spomeniki je renesančni nagrobnik Nikolausa Roederja von Tiersberga (1510), ki je znan po realistični upodobitvi njegovega propadlega trupla. [6] Roeder je bil donator skupine kipov v naravni velikosti Oljska gora (1498 ), zdaj je v stolnici v Strasbourgu. Neoklasični kipar Landolin Ohmacht je zastopan z dvema deloma, eno je posvečeno Jeanu-Frédéricu Oberlinu.

### Freske
Poznogotska predstavitev svetega Mihaela je po svetem Krištofu v cerkvi svetega Petra in Pavla v Wissembourgu največja te vrste v Franciji.

### Vitraji
Od srednjeveških oken je le rozeta na pročelju cerkve ostala nedotaknjena. V ladji so zgornji deli oken bogato okrašeni z arhitekturnimi in botaničnimi motivi. Izvirne upodobitve svetnikov so bile v 16. stoletju uničene zaradi protestantskega ikonoklazma. Okna v koru so sodobna.

## Gallery
- Orgle Johanna Andreasa Silbermanna, 1741
- Korne orgle Alberta Schweitzerja, 1905
- Sarkofag škofa Adelocha
- Freska svetega Mihaela
- Mavzolej maršala Mauricea Saksonskega, delo Jeana-Baptista Pigalla